# Trentonia shegiriana
Trentonia shegiriana är en ringmaskart som beskrevs av Pickerell och Forbes 1978. Trentonia shegiriana ingår i släktet Trentonia, klassen havsborstmaskar, fylumet ringmaskar och riket djur. Inga underarter finns listade i Catalogue of Life.